# Walter Bauer-Wabnegg
Walter Bauer-Wabnegg (* 13. April 1954 in Straubing) ist ein deutscher Medienwissenschaftler. Seit 2014 ist er Präsident der Universität Erfurt.

## Leben
Nach dem Abitur am Melanchthon-Gymnasium Nürnberg studierte Bauer-Wabnegg ab 1974 Sprach- und Literaturwissenschaften, Theologie und Philosophie in Erlangen und Freiburg im Breisgau und schloss dort mit dem Magister Artium ab. Anschließend war er als wissenschaftlicher Mitarbeiter am Franz-Kafka-Archiv in Wuppertal, Freiburg und Oxford tätig, ehe er 1985 mit einer Dissertation über Zirkus und Artisten in Franz Kafkas Werk: Ein Beitrag über Körper und Literatur im Zeitalter der Technik zum Dr. phil. promoviert wurde. Nach ersten Berufserfahrungen in der Medien- und Agenturtätigkeit wurde Bauer-Wabnegg 1988 Lektor beim Verlag C. H. Beck in München. Anschließend war er ab 1989 selbständiger Medienberater und Kommunikationsdesigner mit Lehrauftrag für Neue Medien an der Universität München und machte durch zahlreiche thematische Vorträge und Publikationen auf sich aufmerksam. 1992 gründete er die Medienagentur medien|design in Nürnberg, aus der er sich wegen seiner akademischen Verpflichtungen um 2000 zurückzog.
Bauer-Wabnegg wurde 1993 Professor für Medientheorie/Medienpraxis im Studiengang Visuelle Kommunikation an der FH Aachen und baute dort die Studienrichtung Medien-Design maßgeblich mit auf. 1997 kam er zunächst im Rahmen einer Professurvertretung an die Bauhaus-Universität Weimar und wurde dort dann 1999 zum regulären Professor für multimediales Erzählen berufen. Das Konzil der Universität wählte ihn am 16. Mai 2001 mit 50 Ja- und sechs Nein-Stimmen sowie zwei Enthaltungen zum neuen Universitätsrektor; die Amtseinführung fand am 26. Juni 2001 statt. Von 2004 bis 2009 war er Staatssekretär im Thüringer Ministerium für Bildung, Wissenschaft und Kultur. Nach seiner Rückkehr aus der Politik wurde er wieder Professor an der Bauhaus-Universität.
Bauer-Wabnegg wurde am 22. Mai 2014 durch den Hochschulrat der Universität Erfurt mit fünf zu zwei Stimmen zum neuen Präsidenten der Universität bestimmt, nachdem der zunächst gewählte Hans Vorländer die Wahl nicht annahm. Im Oktober 2014 trat er die Nachfolge von Kai Brodersen an, der aus gesundheitlichen Gründen nicht für eine weitere Amtszeit kandidierte. Ausschlaggebend für das Votum seien Bauer-Wabneggs hervorragende Kenntnis der Thüringer Hochschullandschaft, seine Versiertheit in bundesweiten Wissenschaftsangelegenheiten sowie seine langjährige Erfahrung in Hochschulleitungsfunktionen gewesen. Im Dezember 2018 wurde er für eine weitere Amtszeit wiedergewählt.
Walter Bauer-Wabnegg ist verheiratet.

## Politik und Wirtschaft
Für die Wahl des deutschen Bundespräsidenten 2004 war Bauer-Wabnegg am 23. Mai 2004 für die CDU Mitglied der 12. Bundesversammlung. Im Juli gleichen Jahres wurde er im Nachklang der Landtagswahl in Thüringen 2004 zum Staatssekretär im Thüringer Ministerium für Bildung, Wissenschaft und Kultur berufen. Er war dort verantwortlich für die Abteilungen Wissenschaft, Hochschulen und Forschung, Kunst und Kultur sowie Liegenschaften, Internationale Angelegenheiten. Nach der Landtagswahl in Thüringen 2009 und der Bildung der neuen Landesregierung übernahm Christoph Matschie (SPD) das Amt des Kultusministers. Als neue Staatssekretäre wurden Roland Merten und Thomas Deufel ernannt, Bauer-Wabnegg schied somit am 4. November 2009 aus dem Amt.
Nachweislich zumindest im Dezember 2004 war Bauer-Wabnegg auch Aufsichtsratschef der Kulturstadt Weimar GmbH sowie in seiner Funktion als Staatssekretär automatisch auch Verwaltungsratsvorsitzender  des Universitätsklinikums Jena. Nach seinem Ausscheiden aus der Politik bemühte er sich – noch im Amt des Klinikchefs – um einen Beratervertrag mit dem Universitätsklinikum Jena, ausgehandelt mit Rudolf Kruse (kaufmännischer Vorstand) sowie Klaus Höffken (medizinischer Vorstand). Dieses Ansinnen zog er jedoch nach Presseberichterstattungen und Interventionen Matschies sowie Ministerpräsidentin Christine Lieberknechts zurück. Im Mai 2010 wurden darüber hinaus Vorwürfe laut, Bauer-Wabnegg habe bei der Einstellung des damals noch amtierenden Klinikums-Geschäftsbereichsleiters Personalmanagement seinen Einfluss geltend gemacht und dem Bewerber im Januar 2009 trotz fehlender Qualifikation und fachspezifischer Fähigkeiten nur auf Grund persönlicher Freundschaft zum Job verholfen. Er wies diesen Vorwurf zurück.